# Юхан Андерссон (геймдизайнер)
Ю́ган А́ндерссон (швед. Johan Andersson; нар. 28 серпня 1974, Стокгольм) — шведський геймдизайнер і менеджер студії Paradox Development Studio.

## Кар'єра
Перед роботою в Paradox Interactive був співробітником компанії Funcom, де працював програмістом для ігор Sega Mega Drive, таких як Nightmare Circus та NBA Hangtime. У 1998 році він почав працювати в компанії, що згодом стала називатися Paradox Interactive, приєднавшися до первинної команди, яка розробляла Europa Universalis. Незважаючи на те, що він почав свою кар'єру як програміст, Андерссон згодом став дизайнером і продюсером у Paradox Development Studio, працюючи над великими стратегічними іграми, такими як Hearts of Iron III, Crusader Kings II, Victoria II, Europa Universalis IV, Stellaris та Imperator: Rome. Його філософія дизайну полягає в «створенні правдоподібних світів».